# Sindrome da ospedalizzazione
La sindrome da ospedalizzazione è un quadro clinico grave, con componenti fisiche e psicologiche, derivante da un'ospedalizzazione prolungata e da assenza totale di rapporti materni nei riguardi di neonati di età inferiore ai diciotto mesi.